# Simon Gallup
Simon Jonathon Gallup (Duxhurst, 1º giugno 1960) è un bassista britannico, conosciuto soprattutto per il suo lavoro nei Cure.

## Biografia
Nasce nel Surrey da Bob e Peg Gallup, il più giovane di sei fratelli: Stuart, David, Duncan, Monica e Ric. Quest'ultimo ha collaborato, a sua volta, con i Cure realizzando un cortometraggio animato (Carnage Visors) proiettato prima delle esibizioni della band nel Picture Tour del 1981, la cui colonna sonora, composta ed eseguita dai Cure, fa parte della versione in cassetta dell'album Faith.
Le prime band di Simon sono i Lockjaw, una punk band, e i Magspies, con cui pubblica dei singoli, rimanendo però sempre nel circuito londinese senza mai avere troppo successo.
Si unisce ai Cure per la prima volta nel 1979, per rimpiazzare Michael Dempsey (in rotta con Robert Smith) al basso. Tra il 1979 ed il 1982 incide con la formazione gli album Seventeen Seconds, Faith, e Pornography alternandosi tra basso e (raramente) tastiere. Esempi di canzoni in cui Gallup è alle tastiere sono At Night, A Forest, A Strange Day.
Durante il 14 Explicit Moments Tour del 1982 alcuni avvenimenti fanno sì che Simon lasci la band. Tra questi se ne ricordano in particolare due: il primo riguarda una rissa avuta con Robert Smith in un nightclub di Strasburgo, che ha provocato la cancellazione dei concerti immediatamente successivi. Il secondo, probabilmente il più grave, avvenne due settimane dopo, durante l'ultimo concerto del Pornography Tour, nell'Ancienne Belgique a Bruxelles: la band decise di suonare Forever, una canzone inedita ma già collaudata in diversi live. Questa volta, però, decisero di scambiarsi gli strumenti: Simon suonò la chitarra, Lol il basso e Robert la batteria. Alla voce vi era Gary Biddles, amico di Gallup e membro della crew dei Cure. Poco prima della fine della canzone, Biddles inizio a cantare "Smith è uno scemo, Tolhurst è uno scemo, solo Simon vale qualcosa nella band! I Cure sono morti! (The Cure is dead)". Smith si infuriò talmente tanto da lanciare in testa a Biddles le sue bacchette, insultandolo.
Dopo la fuoriuscita dalla band, Simon fonda un nuovo gruppo, i Fools Dance (a cui si unirà in seguito un altro ex-membro dei Cure, Matthieu Hartley), con cui pubblica due EP.
Nel 1985, superate le tensioni, Smith e Gallup tornano a collaborare assieme e Simon ritorna in pianta stabile bassista dei Cure.
Il suo stile musicale, semplice ed essenzialmente new wave, con uso di effetti (quali chorus e flanger) e l'uso del plettro,  ha contribuito a rendere riconoscibile il sound dei Cure rendendo Simon Gallup un membro della band molto amato e riconosciuto dai fan.

## Vita privata

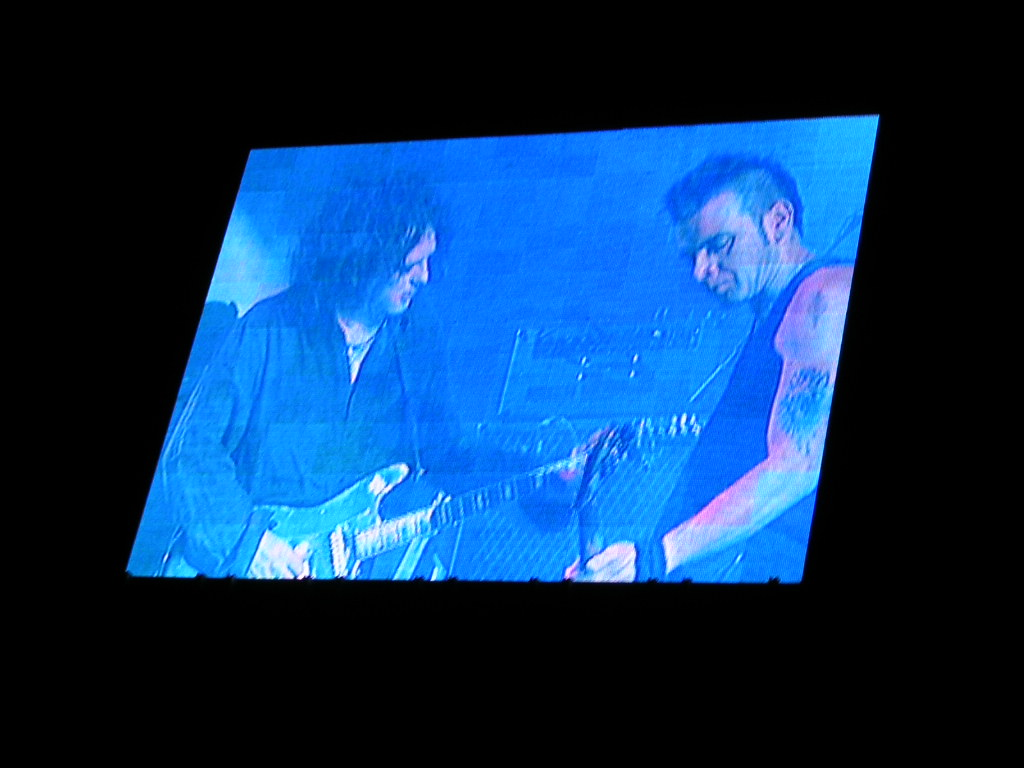
Con Robert Smith a Imola il 19 giugno 2004

È stato sposato con Carol Thompson, sorella del collega Porl Thompson, conosciuta durante la sua permanenza nei Magspies, da cui ha divorziato nel 1992. Da lei ha avuto due figli, Eden, nato nel 1990, e Lily, nata nel 1992. Si è poi risposato con Sarah ed ora ha  altre due figlie, Evangeline (2000) e Ismay (2007).
È stato il testimone di Robert Smith alle sue nozze, nel 1988, con Mary Poole.